# Otton de Vermandois
Pour les articles homonymes, voir Eudes.
Ne doit pas être confondu avec Otton Ier de Chiny.
Otton ou Eudes de Vermandois, né en 985-90 et mort le 25 mai 1045, est comte de Vermandois de 1010 à 1045. 

## Biographie
Il est le fils d'Herbert III, comte de Vermandois, et d'Ermengarde.
Le 15 juillet 1010, il succède à son frère Albert II qui avait renoncé au comté.
Il aurait épousé une Pavia dont on ignore l'origine. Ils ont eu :
- Herbert IV (° 1032 † 1080), comte de Vermandois ;
- peut-être Simon († 1076), qui aurait été seigneur de Ham ;
- peut-être Pierre.